# Buphtalme à feuilles de saule
Buphthalmum salicifolium
Espèce
La Buphtalme à feuilles de saule (Buphthalmum salicifolium), également appelée œil de bœuf, est une espèce de plante à fleurs de la famille des Astéracées.

## Description
C'est une plante herbacée qui pousse en bosquets à la lisière des bois ou dans les prés secs et rocailleux bien exposés. Elle aime les sols calcaires.
Une confusion est possible avec l'Inule à feuilles de saule (Inula salicina) chez qui les ligules sont plus étroites.

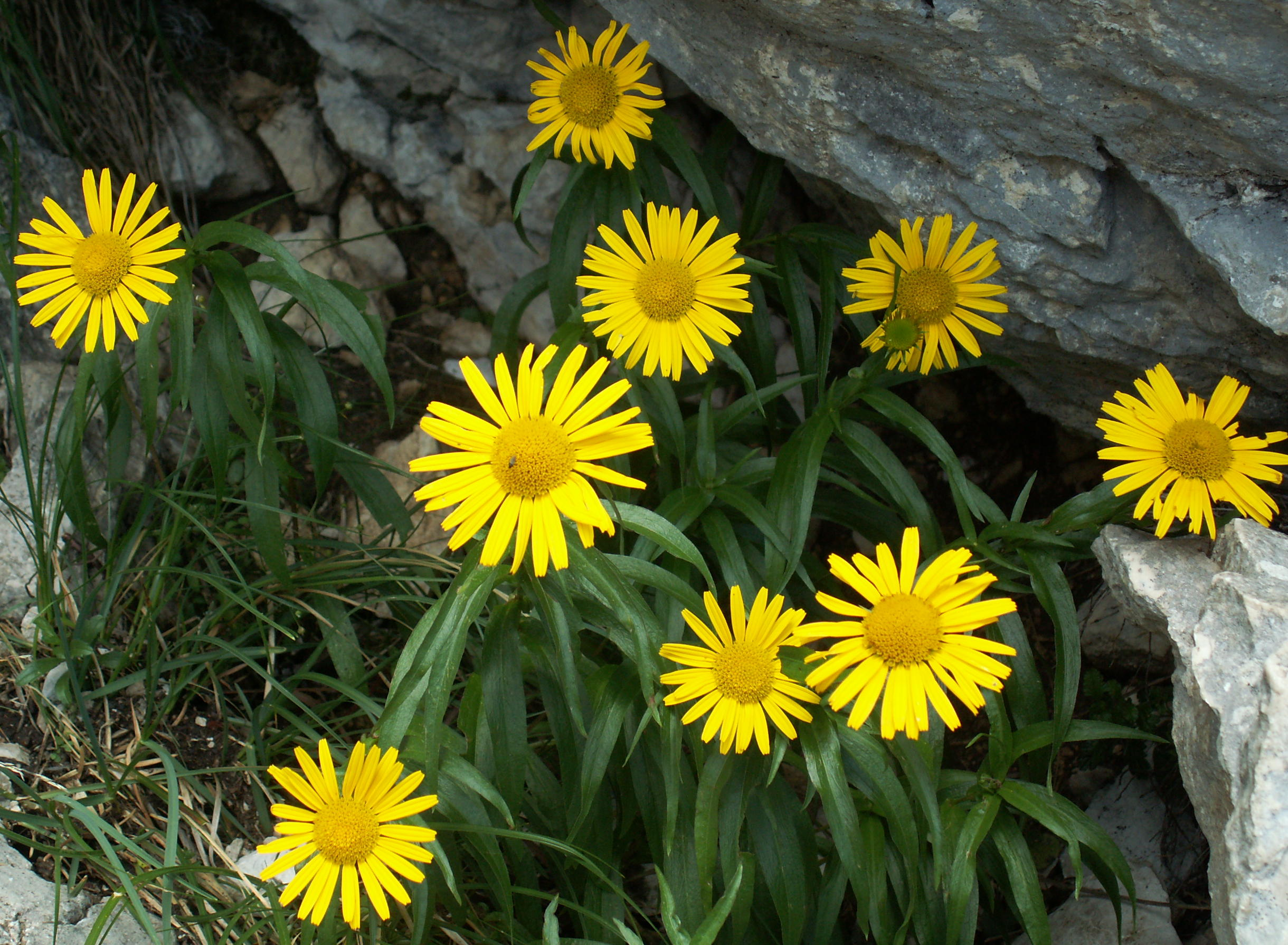
Buphtalme à feuilles de saule.
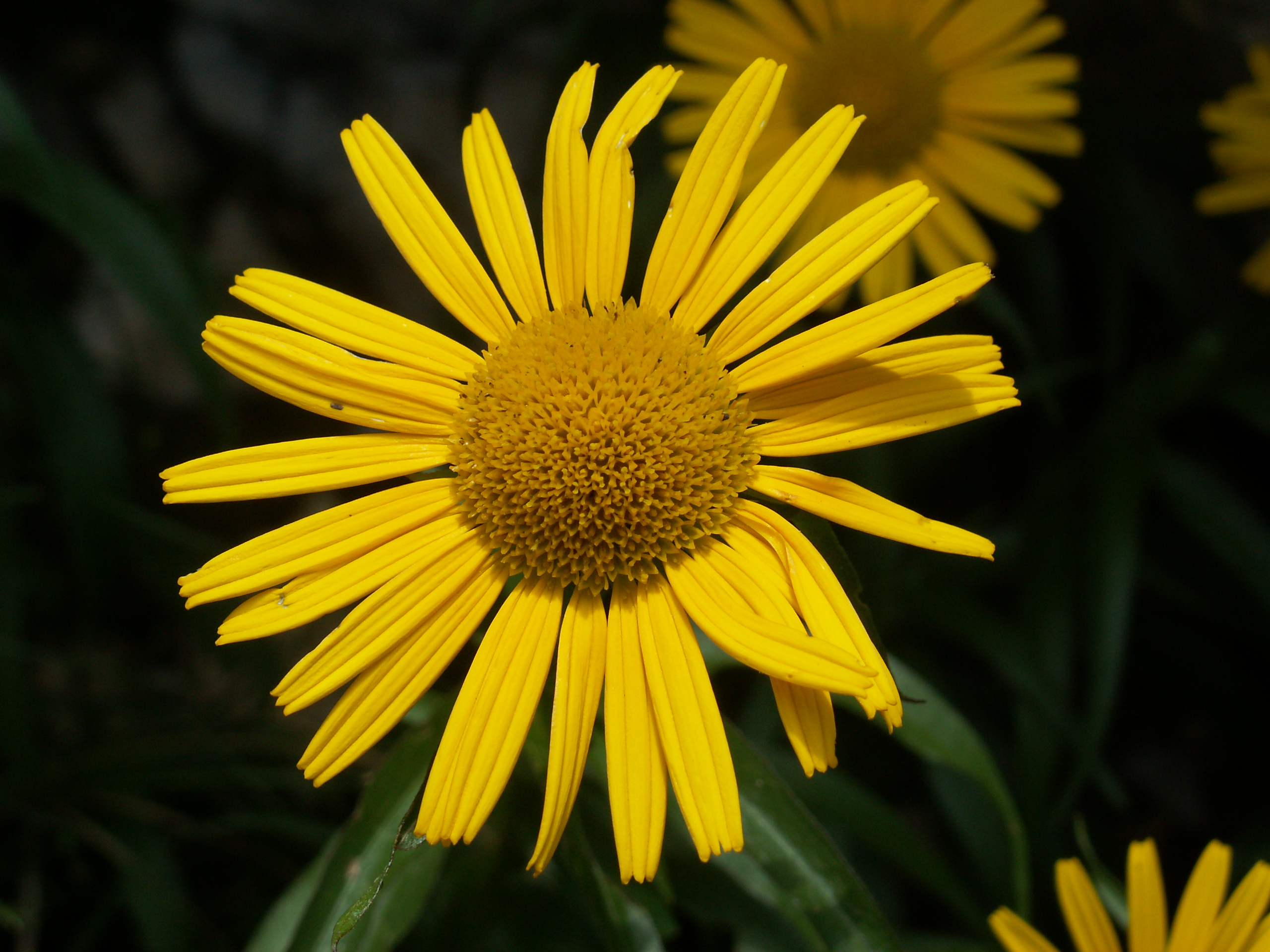
Buphtalme à feuilles de saule.

## Répartition
On trouve l'espèce en Europe. Elle a été introduite en Asie.

## Statut de protection
En France, l'espèce est protégée en Lorraine et en Midi-Pyrénées.